# Grupo Frontera
Grupo Frontera es una banda musical estadounidense formada en Edinburgo, Texas, en 2022. Está compuesta por: Adelaido «Payo» Solís III, Juan Javier Cantú, Julián Peña Jr., Alberto «Beto» Acosta y Carlos Guerrero. Se especializan en música regional mexicana; específicamente en el subgénero de música norteña estilo regiomontana. Recibieron reconocimiento internacional en la década del 2020. Su debut comenzó después de interpretar la canción «No se va» de la banda colombiana de Morat.

## Historia
Nacidos en Texas, Estados Unidos, y con raíces en Tamaulipas y Nuevo León en México, el grupo comenzó a grabar localmente en 2022, lanzando versiones de canciones de pop latino y norteño. Uno de ellos, una versión de «No se va» de la banda colombiana Morat, que empezó a ubicarse ese mismo año en las listas musicales, debido a la viralidad en portales como YouTube y TikTok.
En diciembre de 2022, estrenan el tema «Bebé dame» junto a Fuerza Regida, el cual alcanzó el número uno en la lista de Hot Latin Songs y el número 25 en el Billboard Hot 100, siendo su primer éxito musical incluido en este último. Posteriormente colaboran con el cantante mexicano Carín León en el tema «Que vuelvas».
Carlos Zamora, el bajista original de Grupo Frontera, se salió de la agrupación a finales de 2022 y fue remplazado por Brian Ortega.
Para abril de 2023, la banda estrena en colaboración con el cantante puertorriqueño Bad Bunny con el sencillo «Un x100to», que logra las primeras posiciones en Billboard Hot 100 y su internacionalización en el público hispanohablante. El Grupo Frontera anunció una gira de 23 fechas que comenzó a mediados de 2023 y luego publican nuevos temas como «Frágil» junto a Yahritza y su Esencia, «Le va a doler», «Di que sí» junto a Grupo Marca Registrada, «Quédate conmigo» junto a Eslabón Armado y «Tulum» junto al cantante mexicano Peso Pluma.
La banda alcanzó la fama a través de sus cumbias norteñas, pero tras el lanzamiento de su álbum debut de larga duración, El comienzo, en agosto de 2023, demostraron que podían profundizar en otros estilos del regional mexicano, así como fuera del género.[cita requerida]
El grupo colaboró con el artista Christian Nodal con la canción «Ya pedo quién sabe», y se lanzó esta colaboración el 7 de marzo de este mismo año, la cual tiene más de 28 millones de  reproducciones.[cita requerida] En este canción habla sobre una persona que dice que no llamaría a tal persona que amaba, pero si esta en un estado de ebriedad y cabe la posibilidad que le llame y vuelva a enamorarse de nuevo.
El grupo se unió con la colombiana Shakira con la canción «(Entre paréntesis)» de su último álbum Las mujeres ya no lloran.[cita requerida]
El grupo lanzó su segundo álbum de larga duración, Jugando a Que No Pasa Nada, en mayo de 2024.[cita requerida]
Brian Ortega, el bajista de Grupo Frontera, fue despedido de la agrupación en julio de 2025.

## Discografía

### Álbumes de estudio
| Título                     | Detalles del álbum                                                      |
| -------------------------- | ----------------------------------------------------------------------- |
| El comienzo                | - Publicado: 3 de agosto de 2023 - Formato: Descarga digital, streaming |
| Jugando a Que No Pasa Nada | - Publicado: 10 de mayo de 2024 - Formato: Descarga digital, streaming  |

### EP
| Título                       | Detalles del EP                                                             |
| ---------------------------- | --------------------------------------------------------------------------- |
| En vivo, vol.1               | - Publicado: 18 de marzo de 2022 - Formato: Descarga digital, streaming     |
| No se va (en vivo)           | - Publicado: 28 de abril de 2022 - Formato: Descarga digital, streaming     |
| Mala mía (con Fuerza Regida) | - Publicado: 19 de diciembre de 2024 - Formato: Descarga digital, streaming |
| Y lo que viene               | - Publicado: 12 de junio de 2025 - Formato: Descarga digital, streaming     |

## Premios y nominaciones
| Año  | Premio             | Categoría     | Nominados                    | Resultado | Referencia |
| ---- | ------------------ | ------------- | ---------------------------- | --------- | ---------- |
| 2025 | Premios Lo Nuestro | Álbum del año | «Jugando a que no pasa nada» | Nominado  | [ 19 ]     |